# جون إتش غارفي
جون إتش غارفي (بالإنجليزية: John H. Garvey)‏ هو أستاذ جامعي أمريكي، ولد في 28 سبتمبر 1948 في شارون في الولايات المتحدة.